# Lubienia (województwo świętokrzyskie)
Lubienia – wieś w Polsce, położona w województwie świętokrzyskim, w powiecie starachowickim, w gminie Brody.
Była wsią biskupstwa krakowskiego w województwie sandomierskim w ostatniej ćwierci XVI wieku.
Wieś jest siedzibą rzymskokatolickiej parafii Podwyższenia Krzyża Świętego.

## Położenie geograficzne
Miejscowość położona w północno-wschodniej części powiatu starachowickiego, od północy graniczy z województwem 
mazowieckim. Przez wieś przebiega droga krajowa Nr. 9. Do Starachowic ok. 10 km drogą powiatową Nr. 0617 T. Do siedziby gminy w Brodach ok. 4 km – dojazd drogą krajową.

## Części wsi
| SIMC    | Nazwa                 | Rodzaj      |
| ------- | --------------------- | ----------- |
| 0231107 | Czworaki              | osada leśna |
| 1019190 | Gajówka Klamocha      | osada leśna |
| 1019237 | Gajówka Zębiec        | osada leśna |
| 0231120 | Klepacze              | osada       |
| 0231082 | Komorniki             | część wsi   |
| 0231136 | Kutery                | osada       |
| 1065668 | Listki                | przysiółek  |
| 0231142 | Myszki                | osada       |
| 0231159 | Nadleśnictwo Lubienia | osada       |
| 0231165 | Podlesie              | przysiółek  |
| 0231099 | Połać                 | część wsi   |
| 1019243 | Suszarnia             | osada leśna |
| 0231171 | Zawały                | osada       |
| 0231188 | Zębiec                | osada       |

## Atrakcje przyrodnicze
- Rezerwat przyrody Rosochacz położony wzdłuż drogi powiatowej w kierunku z Lubieni do Starachowic[9].

## Przemysł
- Zakłady Górniczo-Metalowe w Zębcu

Zakłady Górniczo-Metalowe w okresie początkowym rozwoju korzystały z zasobów Kopalni „Lubienia”. Kopalnia odkrywkowa, położona około 3 km na wschód od kopalni „Jasienice”, niedaleko szosy Lubienia-Iłża. Kopalnia została zatrzymana około 1907 roku, w czasie okupacji i po 1945 roku powrócono do jej eksploatacji pod zmienioną nazwą „Strzelnica”. Ta nowa nazwa pochodzi stąd, że w okresie jej bezczynności w latach 1925–1939 odbywały się w zagłębieniu odkrywki artyleryjskie próby dział produkowanych w Zakładach Starachowickich.

## Kalendarium historyczne wiek XIV–XIX
- 1363 – biskup Bodzanta nadaje Andrzejów „de Sadki” las w powiecie iłżeckim, nad rzeką Lubienią, dla założenia wsi na prawie sredzkiem. Sołtys otrzymuje dwa łany, młyn, karczmę i 30 drzew z barciami. Osadnicy po 20 latach wolności dawać mają po fertonie czynszu (Kod. kat. krakow., t. I, 298)[10].
- 1440 – biskup krakowski Zbigniew Oleśnicki wydaje przywilej lokacji miasta Lubyenya w pobliżu „starego zamku o nazwie Grodisko. Prawo do lokacji uzyskał szlachcic Piotr z Łaganowa, lecz nie doszła ona do skutku z nieznanego powodu.
- Wójtostwo Lubienia należało do biskupów krakowskich i płaciło dziesięcinę Kościołowi w Krynkach.
- 1788 – Mocą ustawy sejmowej dobra biskupie w Lubieni zostały przyłączone do Korony (przeszły na własność rządową).
- 1816 – Na terenie Lubieni rozpoczyna działalność rządowa kopalnia rudy żelaza „Józef”
- 1827 – Wieś rządowa Lubienia liczy 339 mieszkańców i 42 domy.
- 1858 – 11 lutego 1858 w rodzinie nadleśniczego Antoniego Nowowiejskiego rodzi się syn - Antoni Julian Nowowiejski, późniejszy arcybiskup płocki.
- 1861 – Mieszkańcy Lubieni, Krynek i Godowa pomimo zakazu gubernatora organizują antyrosyjską manifestację pod figurą przy urzędzie leśnym w Lubieni.

Nadleśniczy ucieka i nasyła na chłopów Kozaków.
- 1864 – Zwycięska bitwa oddziałów Karola Kality – Rębajły pod Lubienią.
- 1884 – Wieś Lubienia zamieszkuje 545 mieszkańców w 68 domach[11]. Natomiast osada leśna Lubienia 5 domów, 20 mieszkańców i 2298 mórg ziemi należącej do Towarzystwa Zakładów Górniczych w Starachowicach.

Gmina Lubienia obejmująca Budy-Brodzkie, Henryk (kolonia i kopalnia), Jasieniec Iłżecki, Lipie, Lubienia, Małyszyn i Nowe Lipie liczy ok. 1900 mieszkańców. Siedzibą gminy był Jasieniec Iłżecki.

### Kalendarium okresu międzywojennego
- 1921 – spis powszechny wykazał w Lubieni 125 budynków i 805 mieszkańców z których 10 podało narodowość żydowską[12].
- 1924 – Komitet Budowy Szkoły rozpoczyna budowę parterowego budynku z kamienia mieszczącego 3 izby lekcyjne i 2 mieszkania.
- 1926 – Uroczyste poświęcenie budynku szkoły z udziałem wojewody kieleckiego Ignacego Manteuffela.
- 1928 – Z inicjatywy mieszkańców powstaje Ochotnicza Straż Pożarna z siedzibą w dawnym budynku kuźni zwanym „Kowalichą”.
- 1929 – Utworzenie Kółka Rolniczego „Kłos”, jednego z pierwszych w powiecie iłżeckim.
- 1939 – Ukończenie gazociągu 300 mm Komorów – Sandomierz – Ostrowiec Św. – Lubienia.

### Kalendarium okresu okupacji
- 1940 – Wojska niemieckie zajmują budynek szkoły na kwatery. Szkoła zostaje przeniesiona do budynku nadleśnictwa.
- 1944 - w leśniczówce Marcule umiera z ran odniesionych w hitlerowskiej obławie Helena Wolf ("dr Anka") - na miejscu jej śmierci wzniesiono pomnik powstały ze składek Kół Młodzieży PCK z całej Polski[13].

### Kalendarium czasów powojennych
- 1945 – Niemcy opuszczają budynek szkoły zniszczony w 30%.
- 1954 – Powstanie gromady Lubienia.

Wznowienie działalności Ochotniczej Straży Pożarnej.
Rozpoczęcie budowy przedsiębiorstwa „Kopalnie i Zakłady Wzbogacania Piasków Żelazistych w Budowie”
- 1965 – Zakończenie inwestycji i zmiana nazwy na Zakłady Górniczo–Hutnicze „Zębiec”.
- 1974 – Największy pożar w historii wsi. Spłonęła prawie cała Lubienia-Komorniki, obecnie ul. Zachodnia.
- 1976 – Ukończenie budowy nowej remizy. Budynek mieścił dużą salę z kuchnią i zapleczem, a na piętrze nowoczesny Ośrodek Zdrowia i mieszkanie dla lekarza.
- 1983 – Z inicjatywy księdza Krzysztofa Orła rozpoczynają się prace przy budowie kościoła.
- 1984 – Powstaje Parafia pw. Podwyższenia Krzyża Świętego.
- 1988 – Szkoła zostaje przeniesiona do nowego budynku.
- 1993 – OSP Lubienia otrzymuje sztandar ufundowany przez parafię rzymskokatolicką w Lubieni i poświęcony przez biskupa Stefana Siczka.
- 2002 – Uroczystego poświęcenia nowej sali gimnastycznej dokonuje ksiądz Czesław Wala.
- 2005 – Z inicjatywy społeczeństwa Lubieni Szkoła Podstawowa otrzymuje imię Jana Pawła II.
- 2011 – Narodowy Spis Powszechny wykazał w Lubieni 1071 mieszkańców[2]

## Bitwy i potyczki powstania styczniowego
W dniu 17 stycznia 1864(dts) pod Lubienią miała miejsce bitwa wojsk powstańczych dowodzonych przez ppłk Rębajłę z moskalami dowodzonymi przez pułkownika Suchonina. Po otrzymaniu informacji że Suchonin wyruszył z Kielc do Opatowa gen. Józef Hauke-Bosak wysłał Rębajłę w celu jego zaniepokojenia. Rębajło z całym swoim oddziałem w sile 400 strzelców i 40 kosynierów wyruszył z lasów szczecierskich i na noc stanął w Orłowinie, stąd przez Słupię Nową idąc, zatrzymał się na noc 15 stycznia w Chybicach, a następnego dnia stanął w Brodach.
Przebieg bitwy
W dniu 17 stycznia po otrzymaniu wiadomości że Suchonin z 2 rotami już był w Iłży i wraca do Opatowa idąc w kierunku na Brody, i jest już o 4 km. od jego oddziału, wysłał Kalita (ppłk Karol Kalita pseudonim Rębajło) natychmiast I. i II. kompanię w tyralierach pod kapitanem Jagielskim na głównym trakcie z Iłży do Brodów, natomiast III. kompanię z kapitanem Bezdziedą na prawe swoje skrzydło na drugą boczną drogę pod Iłży. Z kolei V. i VI. kompanię pod kapitanem Postawką i IV. pod osobistym dowództwem, zatrzymał w rezerwie. Moskale zaskoczeni nagłością wykonanego przez powstańców ruchu i odważnym parciem, do tego wzięci w krzyżowy ogień, gdyż Bezdzieda począł im już tyły atakować, poczęli uchodzić w las, a następnie cofnęli się do Iłży. W potyczce zginął jeden z powstańców, po stronie rosyjskiej było 11 zabitych i rannych a 1. wzięto do niewoli. W tym samym dniu powstańcy starli się z moskalami w bitwie pod Iłżą(Opisu dostarczył Stanisław Zieliński bibliotekarz biblioteki w Rapperswilu w wydanym przez siebie opracowaniu „Bitwy i potyczki 1863-1864”)